# Биматопрост
Биматопрост — аналог простагландина, используемый местно (в виде глазных капель) для лечения глаукомы. Снижает внутриглазное давление за счет увеличения оттока водянистой влаги из глаза.
Исследования показали, что применение одного раза в сутки биматопроста более эффективны в снижении внутриглазного давления, чем применение тимолола два раза в день. Биматопрост более эффективен, чем его аналоги латанопрост и травопрост